# Culicoides angolensis
Culicoides angolensis är en tvåvingeart som beskrevs av Caeiro 1961. Culicoides angolensis ingår i släktet Culicoides och familjen svidknott.
Artens utbredningsområde är Angola. Inga underarter finns listade i Catalogue of Life.